# Marcelo Taverne
Marcelo Taverne Lachaise (Valparaíso, 18 de diciembre de 1916-2004) fue un tenista chileno de los años 1940 durante la era aficionada. Fue el «mejor tenista juvenil de Chile» en 1933. Fue jugador del equipo chileno de Copa Davis en 1949. De sus nueve partidos en este torneo, ganó dos y cayó en siete. También fue el capitán. Fue contemporáneo de Luis Ayala, Ricardo Balbiers, Andrés Hammersley y Carlos Sanhueza. Presidió la Federación Chilena de Golf entre 1964 y 1966.